# Laghi del Gippsland

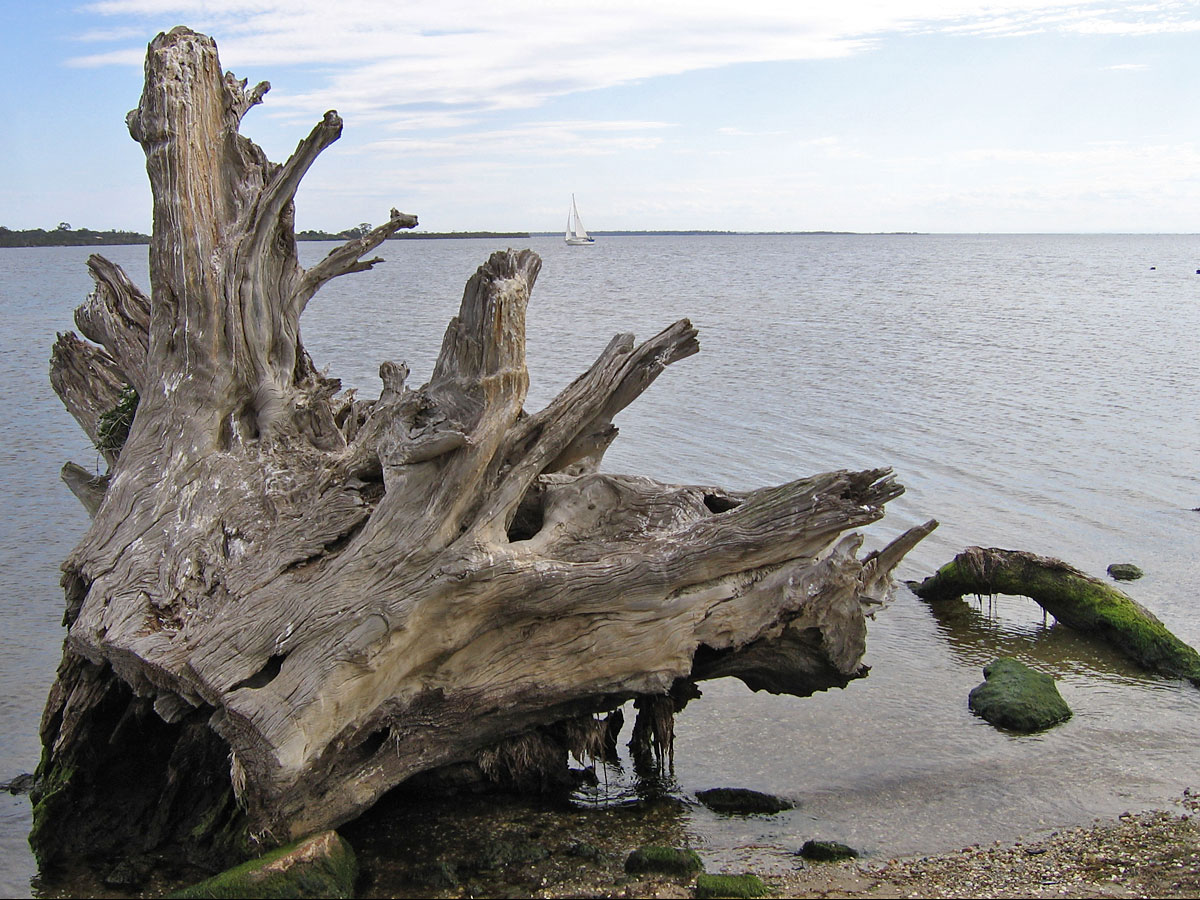
Il lago King visto da Shaving Point, a Metung

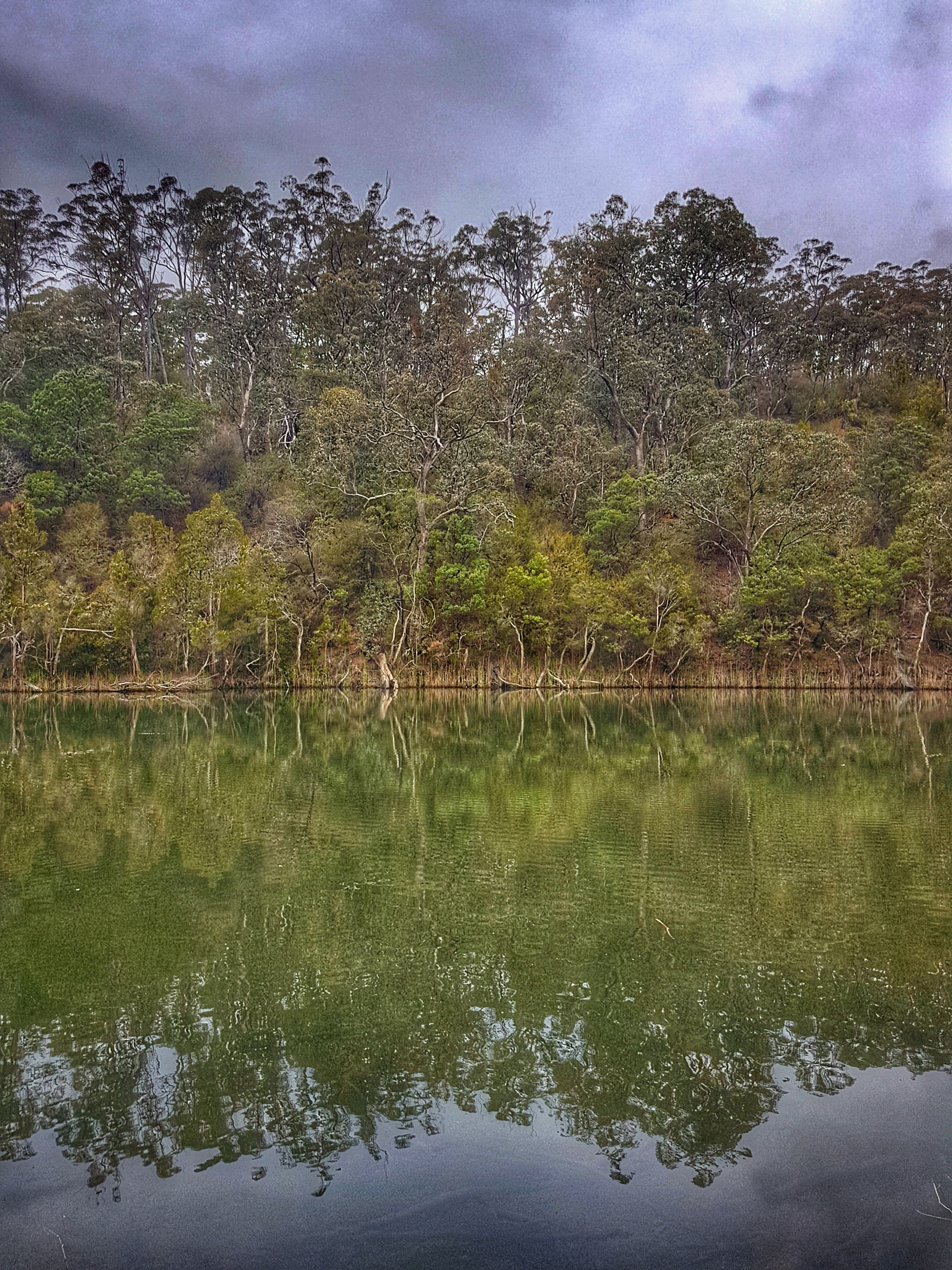
Il lago Tyers

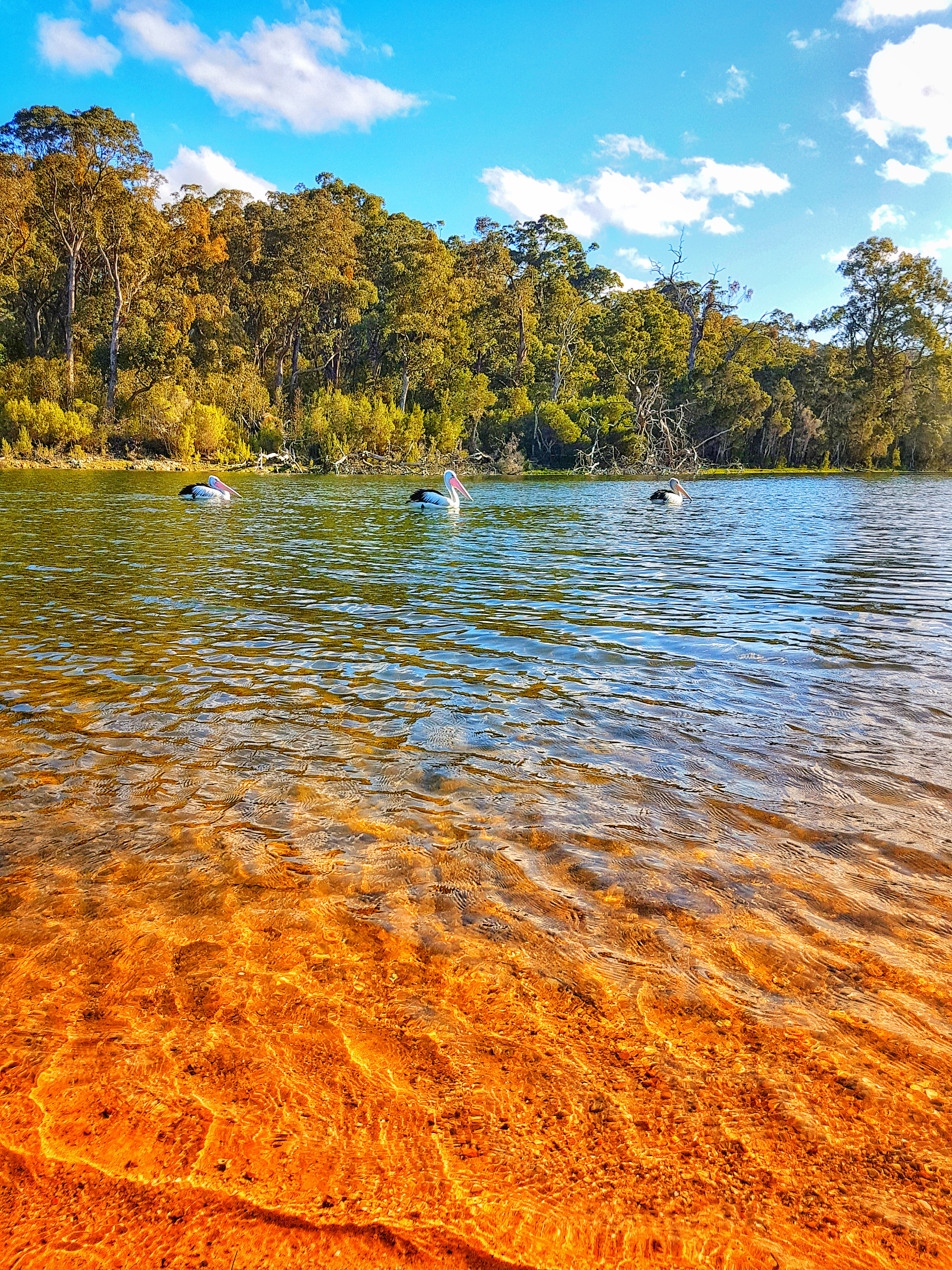
Trio di pellicani sul lago Tyers

I laghi del Gippsland (Gippsland Lakes) sono uno dei sistemi lagunari più grandi dell'Australia, situati nello stato di Victoria, nella parte sud-orientale del paese. Questo complesso di laghi copre circa 354 km² e comprende una rete di laghi, lagune e zone umide interconnesse, che formano uno degli ecosistemi acquatici più variegati e significativi della regione. Con acque dolci e salmastre, habitat diversificati e una ricca biodiversità, rappresentano una risorsa vitale non solo dal punto di vista ecologico, ma anche economico e culturale.

## Geografia fisica
Il sistema dei laghi del Gippsland si trova nelle regione orientale del Victoria ed è formato principalmente da tre grandi laghi: il lago King (44 km²), il lago Victoria (150 km²) e il lago Wellington (150 km²). Questi laghi sono collegati tra loro e separati dall'oceano da una stretta barriera sabbiosa nota come Ninety Mile Beach, una delle spiagge più lunghe e incontaminate del mondo. Il sistema si estende lungo la costa per circa 70 chilometri. Le principali fonti d'acqua per i laghi provengono da diversi fiumi, tra cui il Latrobe, il Mitchell e il Tambo. Questi fiumi forniscono un continuo apporto di acqua dolce ai laghi, contribuendo alla formazione di un sistema di acqua salmastra, dove l'acqua dolce si mescola con quella salata proveniente dal mare.
Il sistema dei laghi del Gippsland si è formato nel corso di migliaia di anni attraverso processi di sedimentazione e cambiamenti geologici. L'accumulo di sabbia e sedimenti trasportati dai fiumi e dall'oceano ha creato una serie di lagune e laghi, che col tempo sono diventati separati dall'oceano grazie alla formazione della Ninety Mile Beach. Questo processo ha generato l'attuale configurazione geografica, caratterizzata da un equilibrio delicato tra le influenze dell'oceano e dei corsi d'acqua dolce.
I laghi del Gippsland ospitano una straordinaria varietà di specie vegetali e animali. Le zone umide circostanti forniscono rifugio a molte specie di uccelli, inclusi uccelli migratori provenienti da altre parti del mondo. Tra le specie di uccelli più significative si trovano il pellicano australiano, il cigno nero e varie specie di gabbiani e aironi. Queste aree fungono anche da importanti siti di nidificazione per molte specie a rischio. Il sistema ospita inoltre una ricca fauna acquatica, tra cui pesci, crostacei e molluschi. Tra i pesci più comuni ci sono il bream nero, la triglia e il salmone di mare, mentre i delfini si avventurano occasionalmente nelle acque salmastre. Dal punto di vista della flora, la vegetazione costiera è dominata da piante resistenti alla salinità, come le mangrovie e le piante acquatiche che prosperano nelle acque basse e nelle zone umide circostanti. Le foreste di eucalipti che circondano i laghi costituiscono un altro importante habitat naturale.
I laghi del Gippsland rivestono un'enorme importanza ecologica, essendo un habitat cruciale per molte specie rare e a rischio. Questo sistema lagunare è un sito Ramsar dal 1982, riconosciuto a livello internazionale come una zona umida di importanza globale. Le zone umide del sistema supportano ecosistemi delicati che ospitano una vasta gamma di specie animali e vegetali, svolgendo un ruolo cruciale nella protezione della biodiversità della regione. Le acque dei laghi del Gippsland fungono anche da importanti «polmoni» naturali, poiché filtrano le sostanze nutritive e i sedimenti provenienti dai fiumi prima che queste raggiungano l'oceano. Questa funzione aiuta a mantenere la qualità delle acque costiere e a sostenere la vita marina nella zona.

## Storia
Prima dell'arrivo degli europei, i laghi del Gippsland erano abitati dai popoli indigeni Kurnai (Gunai/Kurnai). Per migliaia di anni, queste comunità hanno vissuto in armonia con l'ambiente naturale, utilizzando le risorse dei laghi per il cibo e per la produzione di utensili. I Kurnai svilupparono una profonda connessione spirituale e culturale con la terra e l'acqua, considerandoli elementi sacri. L'arrivo dei coloni europei nel XIX secolo portò cambiamenti drammatici nella regione, con la rimozione delle popolazioni indigene dalle loro terre tradizionali e la conversione dell'area per l'agricoltura e altre attività economiche. Oggi, la cultura e la storia dei Kurnai vengono commemorate attraverso vari progetti di conservazione e attraverso il coinvolgimento delle comunità indigene nella gestione ambientale.

## Economia
I laghi del Gippsland svolgono un ruolo fondamentale nell'economia della regione. L'area è un'importante destinazione turistica, attraendo visitatori per le sue bellezze naturali, le opportunità di praticare sport acquatici, la pesca e le attività ricreative. Località come Lakes Entrance, Paynesville e Metung sono rinomate mete turistiche che offrono alloggi, ristoranti e altre infrastrutture per accogliere i visitatori. Oltre al turismo, la pesca commerciale è un'attività economica rilevante nei laghi del Gippsland, con specie come il bream e il calamaro che vengono pescate per i mercati locali e internazionali. Anche l'agricoltura e la silvicoltura sono presenti nella regione circostante, sebbene con un impatto ambientale che richiede un'attenta gestione per evitare danni irreversibili all'ecosistema dei laghi.

### Turismo
Il turismo nei laghi del Gippsland è una delle principali fonti di reddito per la regione. Le acque calme e pittoresche dei laghi offrono opportunità eccellenti per la vela, il kayak e il canottaggio, mentre le spiagge circostanti sono ideali per chi cerca una fuga rilassante o attività come il nuoto e il surf. Gli appassionati di birdwatching trovano nei laghi del Gippsland una destinazione ideale, grazie alla presenza di numerose specie di uccelli, alcune delle quali sono difficili da avvistare in altre parti del paese. Le escursioni a piedi o in bicicletta sono altre attività molto popolari, con diversi sentieri che attraversano la regione offrendo viste spettacolari sui laghi e sulla fauna locale. Lakes Entrance è una delle destinazioni più popolari per i turisti, con un'ampia gamma di opzioni di alloggio, ristoranti e negozi che servono i visitatori tutto l'anno. Durante l'estate, la popolazione della cittadina cresce notevolmente grazie all'afflusso di turisti provenienti da Melbourne e altre parti dell'Australia.

## Conservazione

### Sfide ambientali
Nonostante la loro bellezza naturale, i laghi del Gippsland affrontano numerose sfide ambientali. L'aumento dell'attività umana, il cambiamento climatico e la gestione idrica dei fiumi che alimentano i laghi hanno portato a un peggioramento della qualità delle acque e a una diminuzione della biodiversità.
Uno dei problemi principali è la proliferazione di alghe tossiche, come la Synechococcus, che minacciano la vita acquatica e la salute umana. Queste fioriture algali sono spesso causate dall'eccessivo afflusso di nutrienti, principalmente derivanti dall'agricoltura e dall'urbanizzazione nella regione circostante. La riduzione della portata dei fiumi, dovuta a una combinazione di siccità e prelievi eccessivi di acqua per l'irrigazione, ha contribuito a una maggiore salinità delle acque, creando condizioni ideali per la proliferazione delle alghe.
Altre minacce includono l'erosione costiera, l'inquinamento delle acque e l'introduzione di specie invasive che competono con le specie autoctone per le risorse. In risposta a queste sfide, sono stati attuati vari progetti di conservazione e di gestione ambientale, tra cui il monitoraggio della qualità delle acque, la riduzione del deflusso agricolo e il ripristino delle zone umide naturali. Tuttavia, la gestione ambientale dei laghi del Gippsland richiede uno sforzo continuo e coordinato tra governi, comunità locali, agricoltori e industrie.
Un altro grave problema è rappresentato dagli incendi boschivi, che colpiscono periodicamente l'area circostante i laghi. Gli incendi, oltre a distruggere vaste aree di vegetazione, aumentano il deflusso di sedimenti e ceneri nei fiumi e nei laghi, influenzando negativamente la qualità dell'acqua e la fauna acquatica. I cambiamenti climatici, con l'aumento della frequenza e dell'intensità degli incendi, rappresentano una minaccia crescente per l'intero ecosistema dei laghi del Gippsland.

### Gestione ambientale
Negli ultimi decenni, sono stati implementati numerosi programmi di conservazione per proteggere e ripristinare la salute ecologica dei laghi del Gippsland. Uno degli obiettivi principali di questi programmi è ridurre l'afflusso di nutrienti nelle acque dei laghi, che può causare la proliferazione di alghe e il deterioramento della qualità dell'acqua. Tra le misure adottate, troviamo la promozione di pratiche agricole più sostenibili e la creazione di zone tampone lungo i corsi d'acqua per ridurre l'erosione e il deflusso agricolo.
Inoltre, progetti di ripristino delle zone umide sono stati intrapresi per migliorare l'habitat per le specie selvatiche e contribuire alla regolazione naturale della qualità delle acque. Questi progetti includono la piantumazione di vegetazione autoctona e la creazione di aree protette per uccelli e altre specie animali.
L'educazione e la sensibilizzazione del pubblico giocano un ruolo cruciale nella conservazione dei laghi del Gippsland. Le comunità locali, i turisti e gli agricoltori sono stati coinvolti in campagne di sensibilizzazione per ridurre l'impatto ambientale delle attività umane. Eventi pubblici e programmi educativi mirano a informare la popolazione sulla fragilità dell'ecosistema dei laghi e sulle azioni che possono essere intraprese per preservarlo.
Le autorità locali e statali, in collaborazione con organizzazioni ambientali, lavorano costantemente per migliorare la gestione delle risorse idriche, specialmente in relazione alla quantità d'acqua dolce che scorre nei laghi dai fiumi circostanti. La regolamentazione dell'uso dell'acqua per l'agricoltura e altre attività è stata rafforzata per garantire che le risorse idriche siano utilizzate in modo sostenibile.

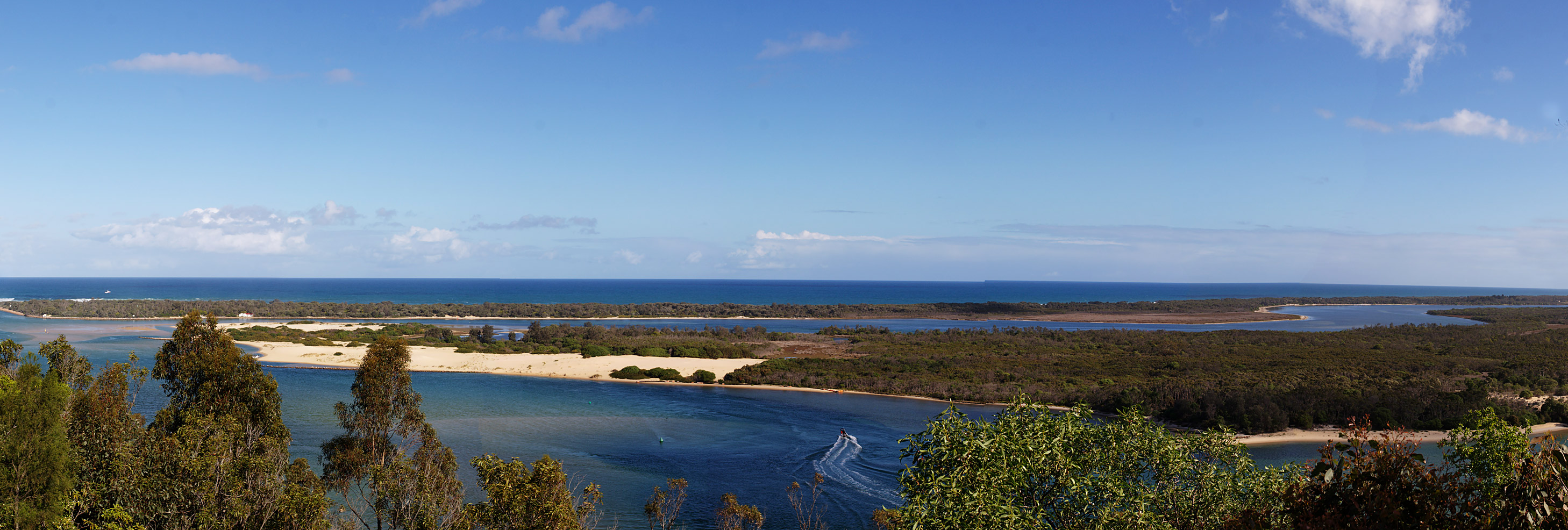
Veduta dei laghi del Gippsland